# Асікаґа Йосідзумі
Асікаґа Йосідзумі (яп. 足利 義澄, 15 січня 1481 — 6 вересня 1511) — 11-й сьоґун сьоґунату Муроматі. Правив у 1494-1508.

## Життєпис
Син Асікаґи Масатомо, онук Асікаґи Йосінорі — 6-го сьоґуна сьоґунату Муроматі. Народився 1481 року, отримавши ім'я Йосіто. Було всиновлений 8-м сьогуном Асікаґа Йосімаса, отримавши ім'я Йосітака. У 1491 році вимушений був тікати з Кіото, знайшовши підтримку у клану Імаґава.
У 1494 році за допомогою Хосокава Масамото став новим сьогуном під ім'ям Йосідзумі. Той мав лише номінальну владу, фактично керування державою перебрав Хососкава Масамото. Але після загибелі у 1507 році Масамото становище сьогуна погіршилося через почату війну в клану Хосокава. У 1508 року Йосідзумі було повалено військами Хосокава Такакуні, що поставив сьогуном Асікаґа Йосікі. В свою чергу асікаґа Йосідзумі вимушений був разом з Хосокава Сумітово тікати на захід до провінції Ава (на о. Сікоку).
Помер у вигнанні 1511 року в провінції Омі. Син Йосідзумі — Асікаґа Йосіхару у 1521 році після повалення Асікаґа Йосікі став новим сьогуном